# Джефу
Джефу (рум. Gefu) — село у повіті Галац в Румунії. Входить до складу комуни Гідіджень.
Село розташоване на відстані 213 км на північний схід від Бухареста, 82 км на північний захід від Галаца, 120 км на південь від Ясс.

## Населення
За даними перепису населення 2002 року у селі проживали 1016 осіб. Усі жителі села рідною мовою назвали румунську.
Національний склад населення села:
| Національність | Кількість осіб | Відсоток |
| -------------- | -------------- | -------- |
| румуни         | 750            | 73,8%    |
| цигани         | 266            | 26,2%    |